# Liste der albanischen Botschafter in Deutschland
Die Liste der albanischen Botschafter in der Deutschland enthält sämtliche Leiter der diplomatischen Vertretung Albaniens in Deutschland seit der Aufnahme diplomatischer Beziehungen im Jahr 1923. Deutschland hatte Albanien 1922 anerkannt.
Die Albanische Botschaft in Deutschland befindet sich in Berlin-Kreuzberg in der Friedrichstraße 231.

## Missionschefs

### Albanische Gesandte imDeutschen Reich
1923: Aufnahme diplomatischer Beziehungen
- 1923–1937: Resident in Tirana[Anmerkung 1]
- 1937–1939: Rauf Fico[1]

1939: Besetzung Albaniens durch Italien

### Albanische Botschafter in derDeutschen Demokratischen Republik(DDR)
1952: Aufnahme diplomatischer Beziehungen
1990: Auflösung der DDR

### Albanische Botschafter in der BundesrepublikDeutschland

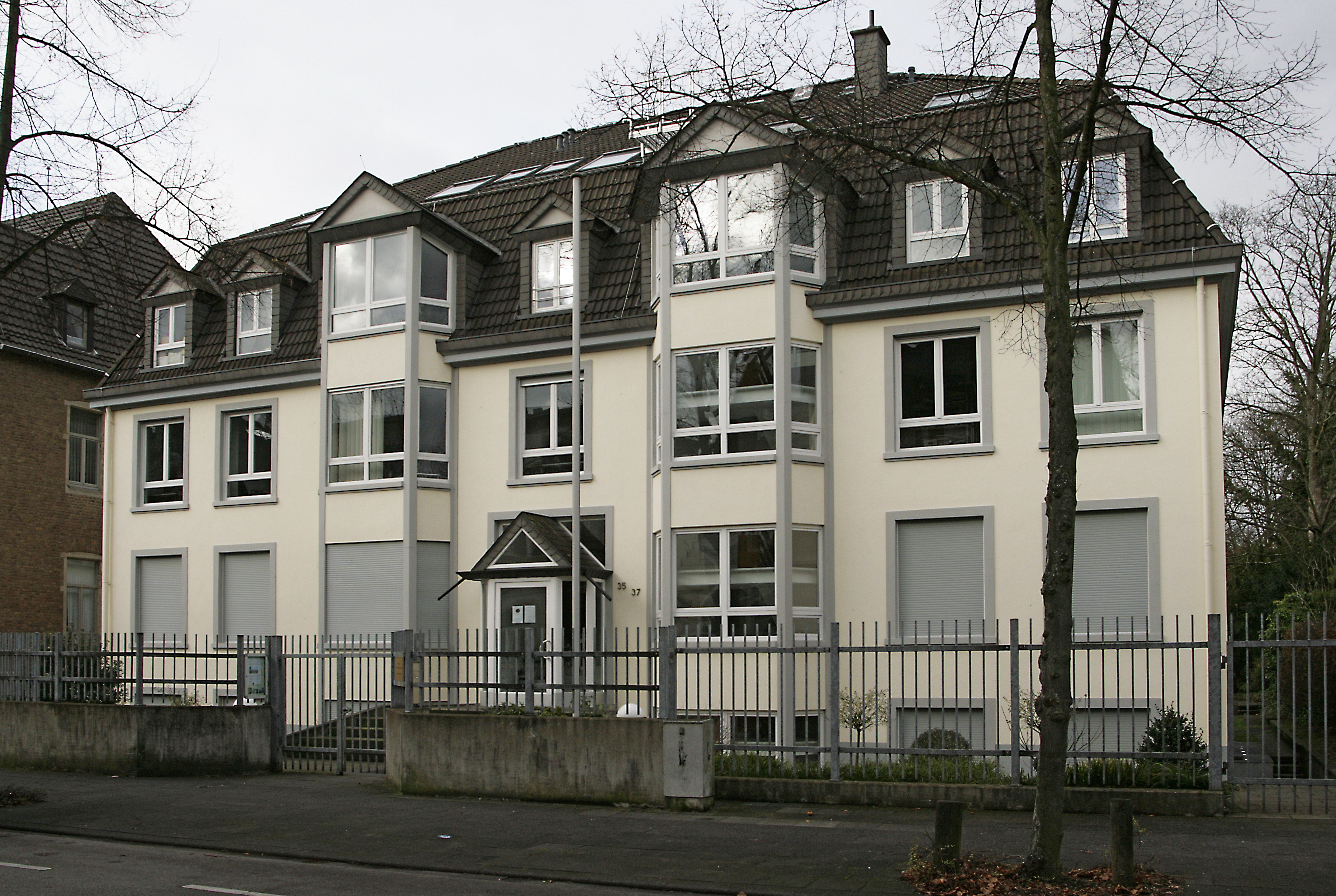
Ehemalige Kanzlei der Albanischen Botschaft in der Dürenstraße 35–37 in Bonn

1987: Aufnahme diplomatischer Beziehungen
- 1989–1992 Andon Bërxholi[2]
- 1992–1997: Xhezair Zaganjori (* 1957)
- 1998–2002: Bashkim Zeneli
- 2002–2005: Agim Fagu
- 2005–2008: Gazmend Turdiu
- 2009–2014: Valter Ibrahimi (* 1963)
- 2014–2023: Artur Kuko[3] (* 1962)
- Seit 2023: Adia Sakiqi[4] (* 1977)